# Калашников, Дмитрий Дмитриевич
Дмитрий Дмитриевич Калашников (16.02.1902, Нижний Новгород — 14.02.1943) — генерал-майор артиллерии СССР.

## Биография[1]
Дмитрий Дмитриевич Калашников родился 16 февраля 1902 года в Нижнем Новгороде.
С 23.05.1920 поступил на службу в РККА, где служил на рядовых и командных должностях. Принимал участие в Гражданской войне. Член ВКПБ(б).
Великую Отечественную войну встретил в звании полковника, с 12.01.1942 занимал должность командира 59-го артиллерийского полка. 04.08.1942 получил звание генерал-майора артиллерии, был назначен начальником штаба ГУНА КА, а затем начальником артиллерии 2-й ударной армии Волховского фронта.
Участник битвы за Ленинград. В декабре 1942 года принимал участие в операции по снятию блокады Ленинграда в должности начальника артиллерии 2-й ударной армии.
Дмитрий Дмитриевич погиб в бою 14 февраля 1943 года от прямого попадания снаряда в блиндаж командного пункта армии, во время артиллерийского налёта противника. Похоронен в г. Волхов на Новооктябрьском кладбище.

## Награды
- Орден Кутузова II степени — 08.02.1943
- Медаль «ХХ лет РККА» — 22.02.1938